# نيكي بنز
نيكي بنز (مواليد ديسمبر 1981)، ممثلة إباحية كندية من أصل أوكراني. عملت في البداية كعارضة مايوه وكراقصة تعري ثم اتجهت بعد ذلك لمجال الأفلام الاباحية.

## حياتها
ولدت نيكي في ماريوبول ،أوكرانيا،عائلة والدها كانت من كندا، في سن السابعة انتقلت نيكي مع عائلتها إلى كندا. وعاشت في تورونتو.

## روابط خارجية
- نيكي بنز على موقع IMDb (الإنجليزية)
- نيكي بنز على موقع أول موفي (الإنجليزية)
- نيكي بنز على موقع قاعدة بيانات الفيلم (الإنجليزية)
- نيكي بنز على موقع ليتربوكسد (الإنجليزية)
- نيكي بنز على موقع كينوبويسك (الروسية)